# SummerSlam (2014)
SummerSlam (2014) — щорічне pay-per-view шоу «SummerSlam», що проводиться федерацією реслінгу WWE. Шоу відбулося 17 серпня 2014 року в Стейплс-центр у Лос-Анджелесі, Каліфорнія (США). Це було 27 шоу в історії «SummerSlam». Вісім матчів відбулися під час шоу та ще один перед показом.